# China Airlines

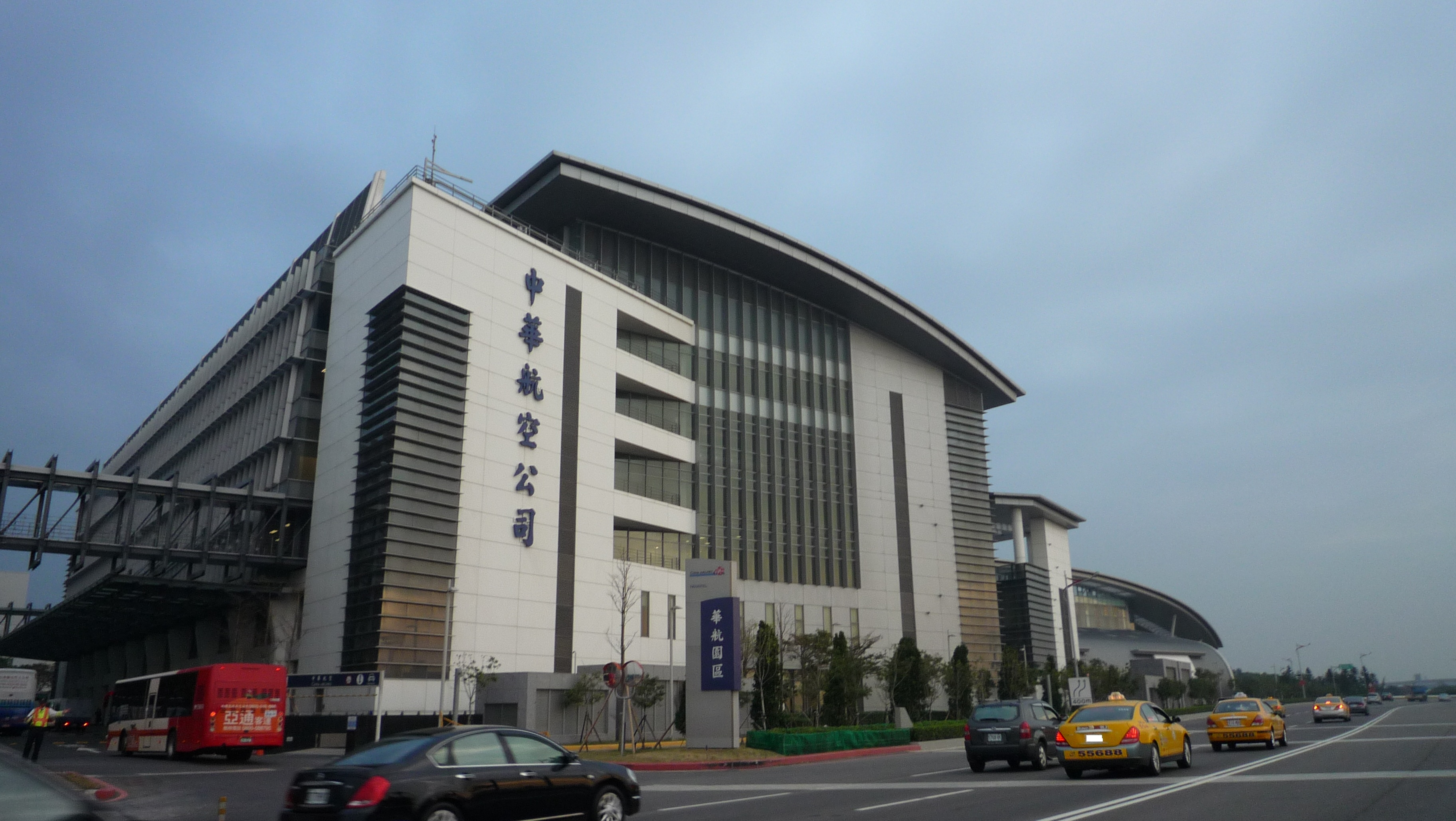
Hoa Hàng viên khu, trụ sở China Airlines

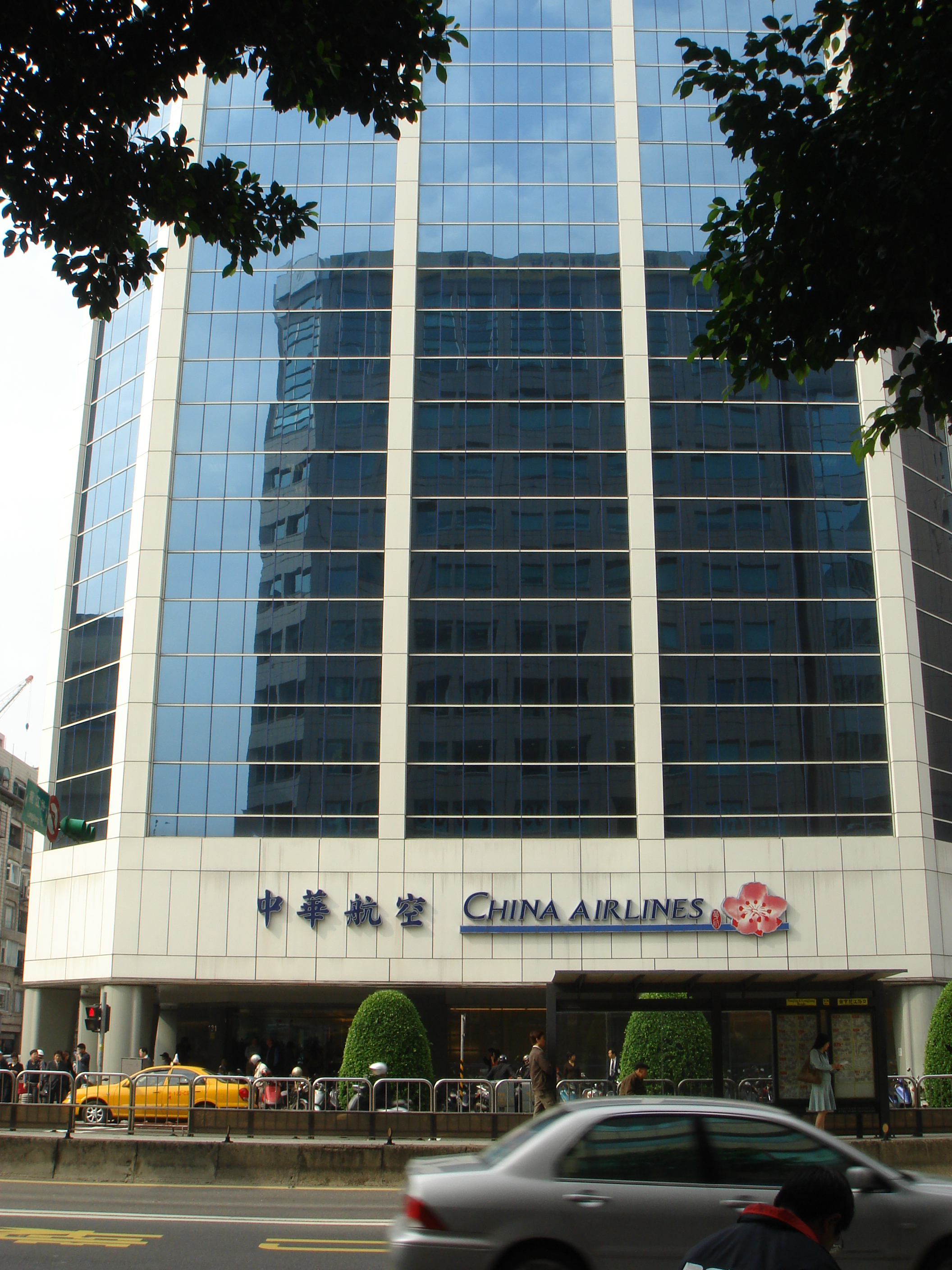
Trụ sở trước đây của China Airlines tại Đài Bắc

China Airlines, hay Công ty Hàng không Trung Hoa (tiếng Trung: 中華航空公司; Hán-Việt: "Trung Hoa Hàng không Công ty"; bính âm: Zhōnghuá Hángkōng Gōngsī, gọi tắt là "Trung Hàng" - 中航) là hãng hàng không quốc gia của Trung Hoa Dân Quốc (Đài Loan). Về danh nghĩa China Airlines không phải là công ty quốc doanh, nó trực thuộc Quỹ Phát triển Sự nghiệp Hàng không Trung Hoa (tiếng Anh: China Aviation Development Foundation, tiếng Hoa: 中華航空事業發展基金會), là quỹ của chính phủ Trung Hoa Dân Quốc. Chủ tịch Hội đồng Quản trị của hãng chịu trách nhiệm trước Lập pháp Viện, không giống như các công ty quốc doanh khác của Đài Loan. Hãng có trụ sở tại Sân bay quốc tế Đào Viên Đài Loan và Đài Bắc. Hãng thực hiện các tuyến bay đi châu Âu, Bắc Mỹ, và châu Đại Dương.

## Đội tàu bay
1. 1 2 3 4 5 6  "CAL Annual Report 2017" (PDF). China Airlines. China Airlines. Bản gốc (PDF) lưu trữ ngày 14 tháng 6 năm 2018. Truy cập ngày 14 tháng 6 năm 2018.

### Đang hoạt động
Tuổi thọ trung bình đội bay tính đến tháng 5 năm 2022 là 10.4 năm
Tính đến tháng 6 năm 2024:
| Máy bay              | Đang hoạt động | Đặt Hàng | Hành khách (Business/Premium Economy/Economy Family Couch/Economy) | Ghi chú                                        |
| -------------------- | -------------- | -------- | ------------------------------------------------------------------ | ---------------------------------------------- |
| Airbus A321neo ACF   | 12             | 13       | 180 (12/0/0/168)                                                   | Giao hàng từ năm 2021                          |
| Airbus A330-300      | 17             | —        | 313 (36/0/0/277) 307 (30/0/0/277)                                  |                                                |
| Airbus A350-900      | 15             | —        | 306 (32/31/36/207)                                                 | 1 chiếc phục vụ cho việc chuyên chở Tổng thống |
| Boeing 737-800       | 10             | —        | 161 (8/0/0/153) 158 (8/0/0/150)                                    | Thay thế bởi Airbus A321neo ACF                |
| Boeing 777-300ER     | 10             | —        | 358 (40/62/30/226)                                                 |                                                |
| Boeing 787-9         | __             | 18       |                                                                    |                                                |
| Boeing 787-10        | __             | 6        |                                                                    |                                                |
| China Airlines Cargo |                |          |                                                                    |                                                |
| Boeing 747-400F      | 8              | —        | Cargo                                                              |                                                |
| Boeing 777F          | 9              | 1        | Cargo                                                              | Thay thế Boeing 747-400F                       |
| Tổng cộng            | 81             | 38       |                                                                    |                                                |

Tàu bay mang logo đặc biệt:
_ Airbus A330-300: B-18311: Skyteam
_ Airbus A350-900:
+ B-18901: Syrmaticus mikado
+ B-18908: Urocissa caerulea
+ B-18917: 60th ANIVERSARY
+ B-18918: Airbus Carbon Fibre
_ Boeing 777-300ER:  B-18007: Boeing livery
Vào tháng 5 năm 2019, China Airlines thông báo rằng họ sẽ giới thiệu máy bay Airbus A321neo ACF để thay thế đội bay Boeing 737-800 của hãng. Hãng sẽ nhận 25 chiếc Airbus A321neo, bao gồm 14 chiếc thuê và 11 chiếc mua, bắt đầu từ năm 2021. Đơn đặt hàng với Airbus cũng bao gồm tùy chọn thêm 5 chiếc cùng loại.
China Airlines cũng có các lựa chọn cho 6 chiếc Airbus A350. Quyết định chuyển các tùy chọn sang đơn đặt hàng công ty sẽ dựa trên hiệu suất của máy bay trên các tuyến bay thẳng của châu Âu. Hãng đã có thái độ thận trọng trong việc đặt mua biến thể Airbus A350-1000 lớn hơn do sức chứa lớn.
Liên quan đến Airbus A330-300, kế hoạch thay thế đã được tiến hành từ năm 2017. Trước đó vào năm 2016, một chương trình trang bị thêm đã được công bố để nâng cấp các sản phẩm trên máy bay Airbus A330. Kế hoạch đã bị đình chỉ vô thời hạn để đặt hàng và thuê máy bay mới.

## Skyteam

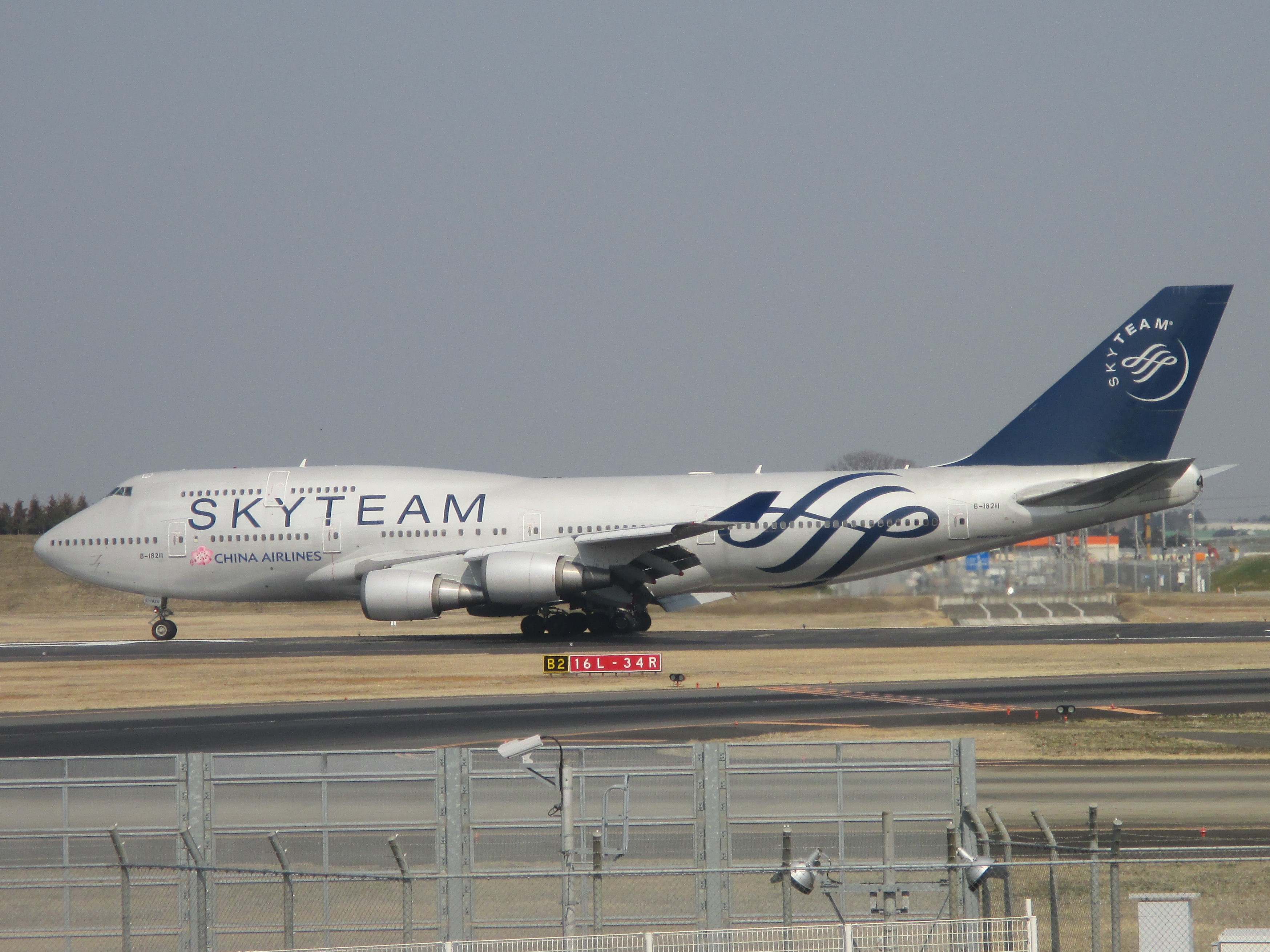
Boeing 747-400 mang logo Skyteam hạ cánh tại sân bay quốc tế Narita

China Airlines đã ký thỏa thuận bắt đầu quá trình gia nhập Skyteam vào ngày 14/9/2010 và chính thức trở thành thành viên vào ngày 28/9/2011. Điều này được đánh dấu bằng việc cập nhật logo của hãng và kiểu chữ "China Airlines" được in. Hãng là hãng hàng không Đài Loan đầu tiên tham gia liên minh hàng không.

## Xây dựng thương hiệu

### Logo và đồng phục

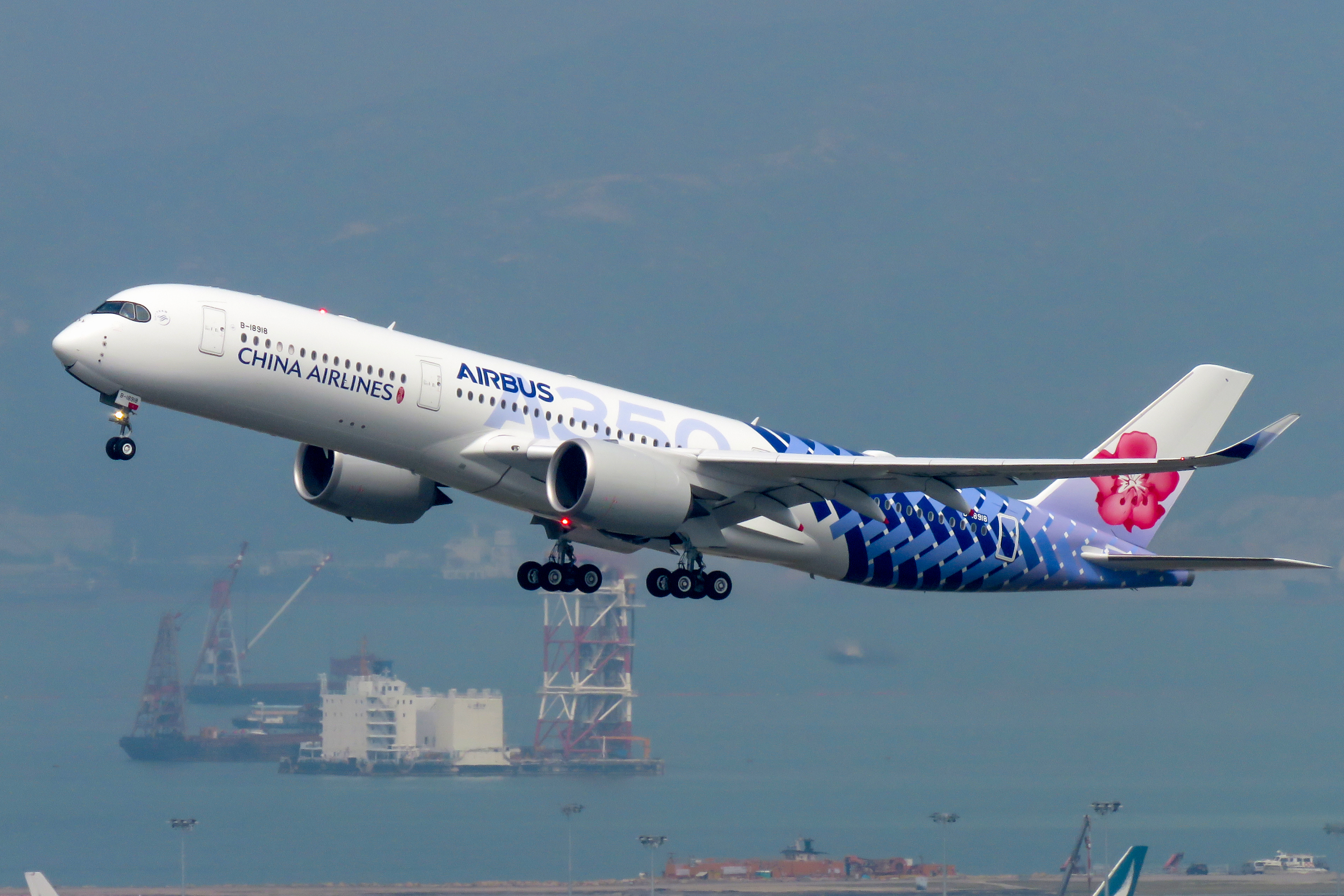
Airbus A350-900 mang logo Carbon

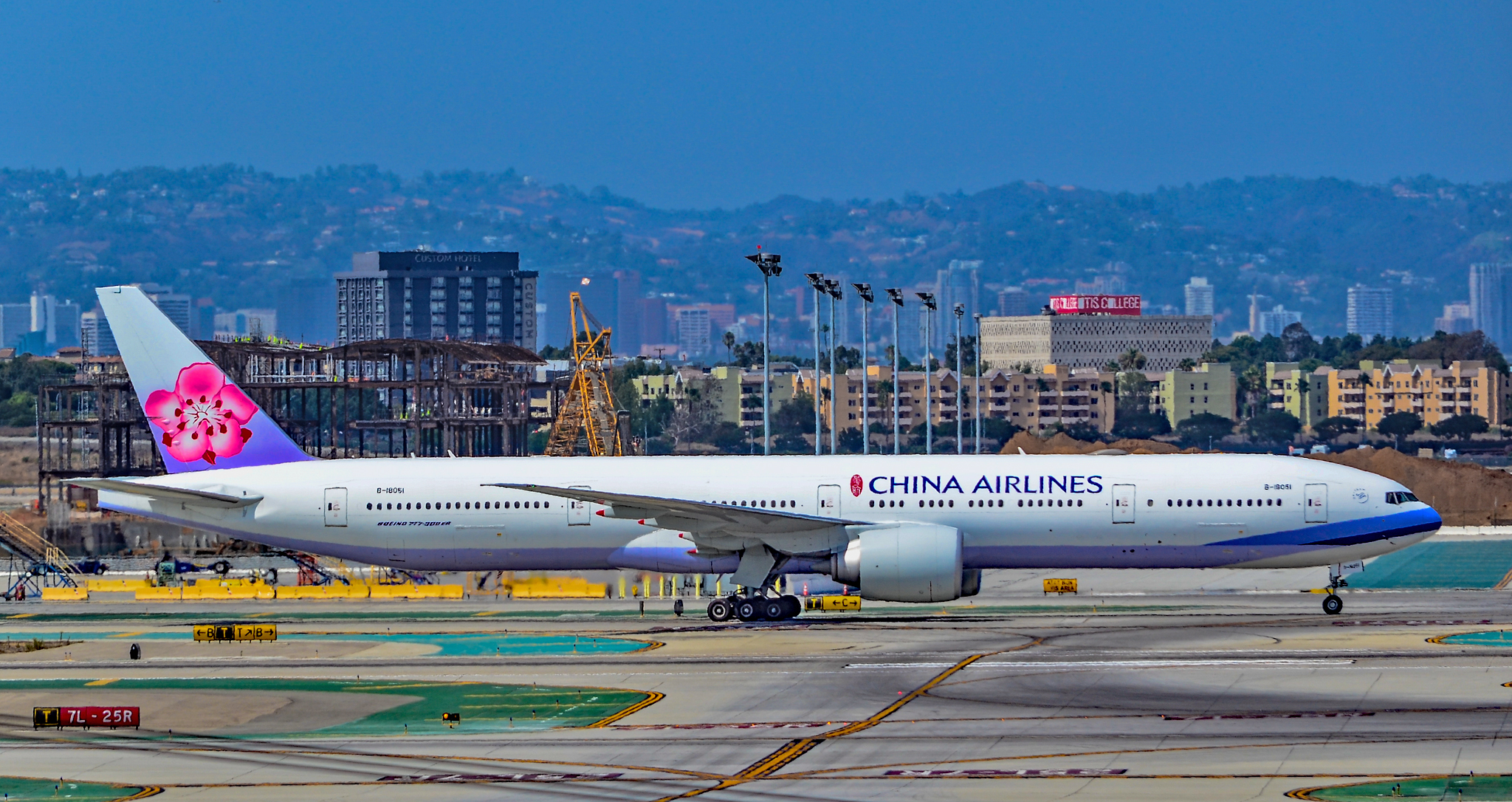
Boeing 777-300ER tại Sân bay quốc tế Los Angeles

Trước khi giới thiệu bộ đồng phục màu hoa mận hiện tại vào năm 1995, màu sơn của hãng hàng không China Airlines có hình Quốc kỳ Trung Hoa Dân Quốc (Đài Loan) ở đuôi vì lý do thương mại và chính trị.
Vào năm 2011, hãng đã thực hiện các thay đổi đối logo của mình như một phần để làm mới hình ảnh thương hiệu, được công bố trong lễ gia nhập Skyteam vào ngày 28 tháng 9. Một phông chữ mới đã được chọn cho tên công ty và một cách tiếp cận mới đã được thực hiện cho sự xuất hiện của nhãn hiệu hoa mận.
Hãng đã có nhiều bộ đồng phục kể từ khi thành lập năm 1959. Đồng phục hiện tại được thiết kế bởi nhà thiết kế trang phục người Hồng Kông William Chang và được giới thiệu vào năm 2015 để kỷ niệm hãng hàng không bước vào Kỷ nguyên Thế hệ Tiếp theo "NexGen".

### Khẩu hiệu
China Airlines đã sử dụng các khẩu hiệu khác nhau trong suốt lịch sử hoạt động của mình. Năm 2006, khẩu hiệu hiện tại đã được giới thiệu để bổ sung cho đồng phục mới và kỷ niệm 47 năm thành lập. Khẩu hiệu của China Airlines như sau:
- Chúng tôi trân trọng mọi cuộc gặp gỡ (1987–1995)
- Chúng ta nở hoa hàng ngày (1995–2006)
- Hành trình với nụ cười (2006)
- Chúng tôi thổi bay mọi tòa tháp (2011)
- "Mong đợi sự vĩ đại sắp tới" (khoảng năm 2016) một khẩu hiệu được nêu trên tài liệu tiếp thị được phát tại Cuộc thám hiểm hoa lan Thái Bình Dương của Hiệp hội Hoa lan San Francisco mà China Airlines là nhà tài trợ. Tài liệu tiếp thị cũng đề cập đến "China Airlines giới thiệu chiếc Boeing 747-400 mới được trang bị thêm."

## Thỏa thuận chia sẻ chỗ
China Airlines có thỏa thuận chia sẻ chõ với các hãng sau:
- Air Europa
- Air France
- Alitalia
- Bangkok Airways
- British Airways
- China Eastern Airlines
- China Southern Airlines
- Czech Airlines
- Delta Air Lines
- Garuda Indonesia
- Hawaiian Airlines
- Japan Airlines
- KLM
- Korean Air
- Malaysia Airlines
- Philippine Airlines
- Qantas
- Royal Brunei Airlines
- Shanghai Airlines
- Vietnam Airlines
- WestJet
- Xiamen Airlines